# Rondeletia calophylla
Rondeletia calophylla är en måreväxtart som beskrevs av Paul Carpenter Standley. Rondeletia calophylla ingår i släktet Rondeletia och familjen måreväxter. Inga underarter finns listade i Catalogue of Life.